# Bennett Spires
Bennett Spires är en bergstopp i Antarktis. Den ligger i Västantarktis. Argentina, Chile och Storbritannien gör anspråk på området. Toppen på Bennett Spires är 1 339 meter över havet, eller 142 meter över den omgivande terrängen. Bredden vid basen är 2,5 km.
Terrängen runt Bennett Spires är huvudsakligen kuperad, men österut är den platt. Trakten är obefolkad. Det finns inga samhällen i närheten.